# Utagawa Kunisada II.

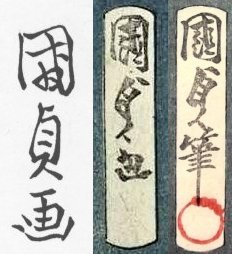
Podpisy Utagawy Kunisady I. (nalevo) a Utagawy Kunisady II. (uprostřed a napravo)

Utagawa Kunisada II. (též Tojokuni III. či Tojokuni IV., japonsky: 二代 歌川国貞, 1823–1880) byl japonský grafik žánru ukijo-e, jeden ze tří tiskařů, kteří přijali jméno Utagawa Kunisada.
Byl žákem Utagawy Kunisady I., přičemž jméno Kunisada přijal poté, co se v roce 1846 oženil s jeho nejstarší dcerou. Po smrti svého mistra si změnil jméno znovu, tentokrát na Tojokuni III. Protože ale již tři jiní umělci před ním používali jméno Tojokuni, je dnes Kunisada II. znám spíše jako Tojokuni IV.
Ve své práci se zaměřoval hlavně na nevěstince a čajové obřady.

## Galerie

Příklad prací Utagawy Kunisady II
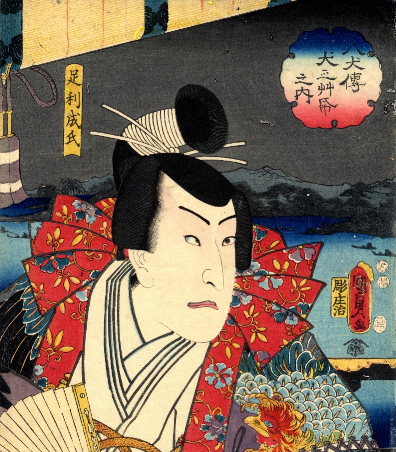
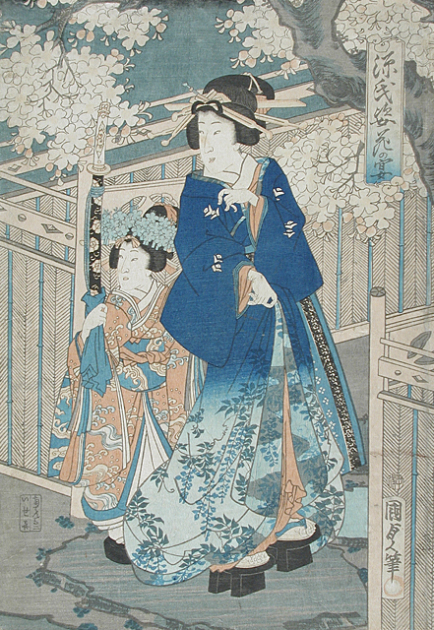
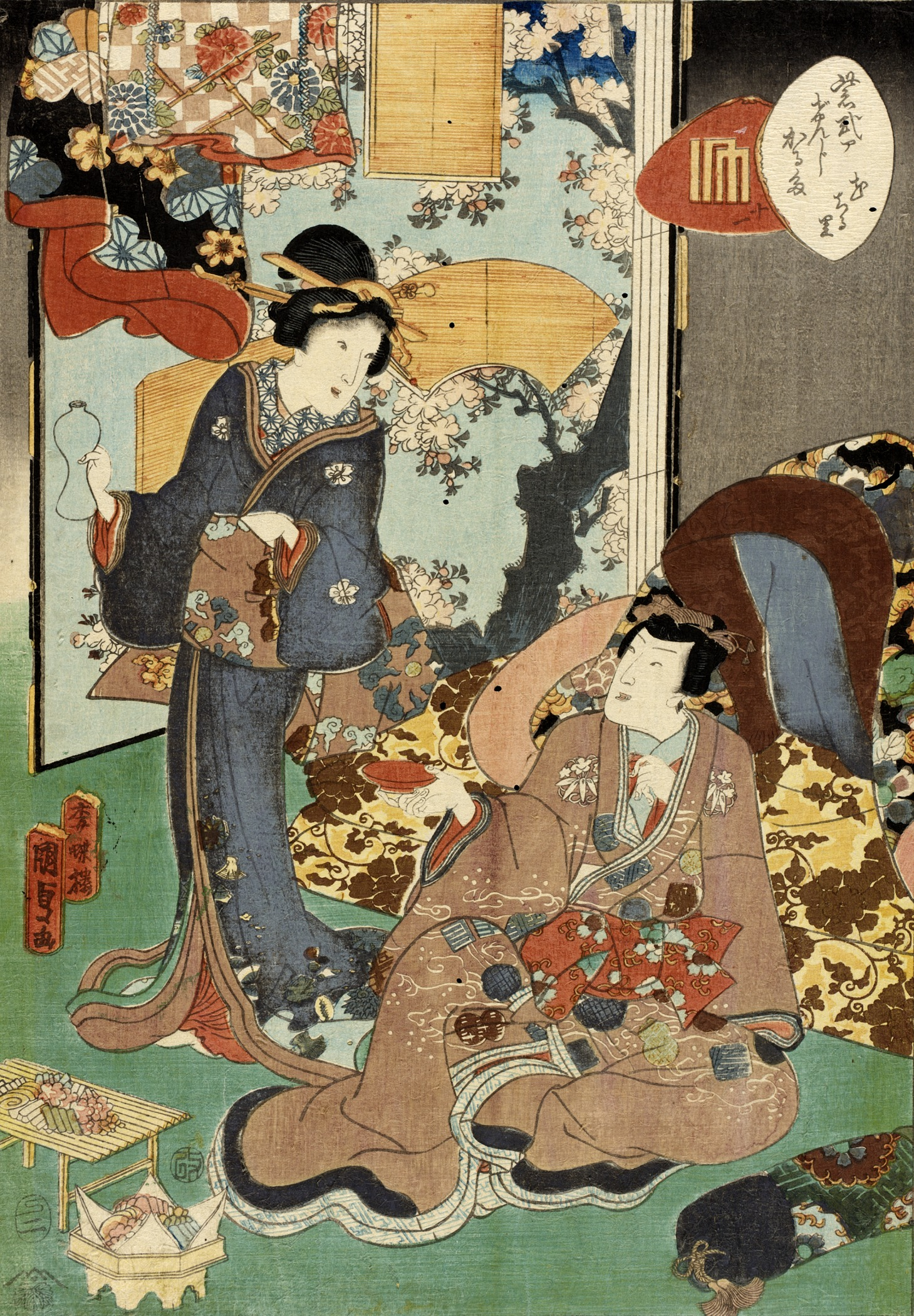
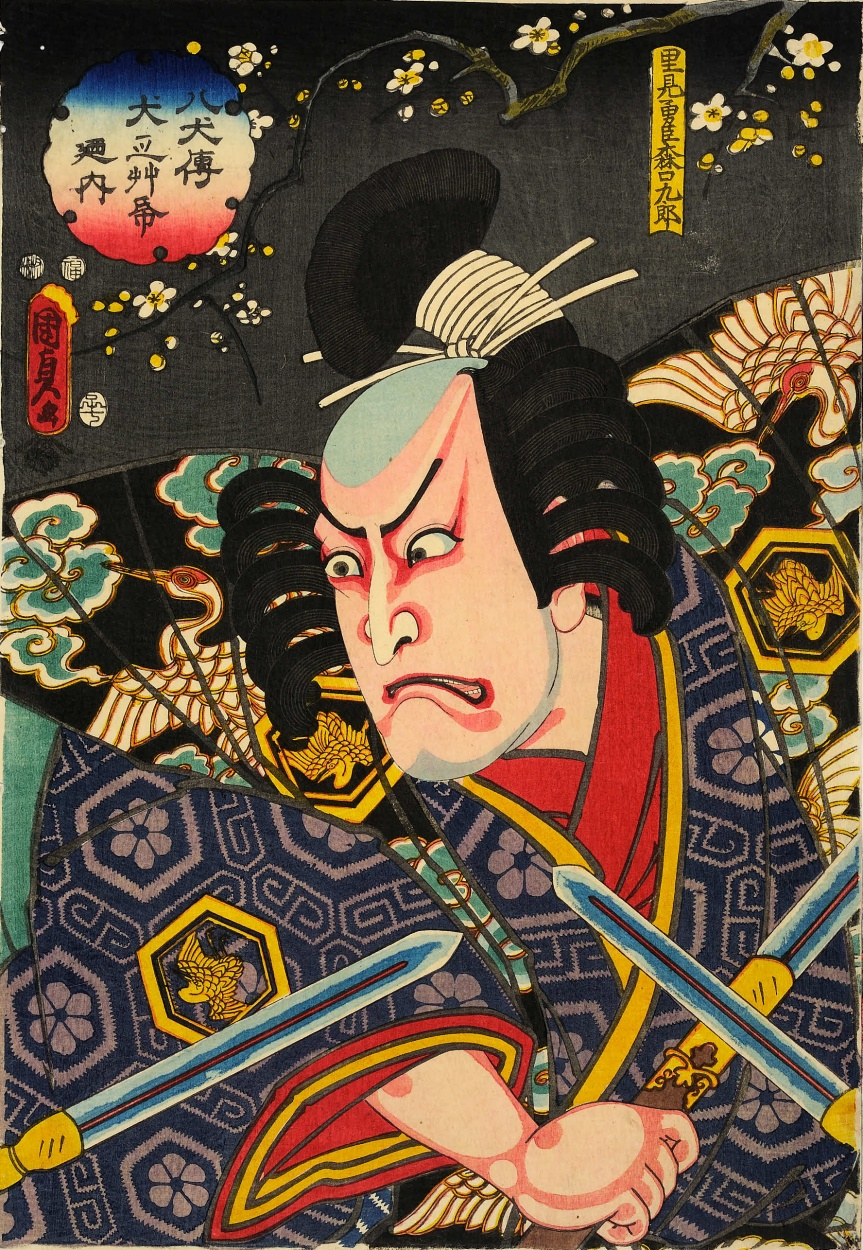
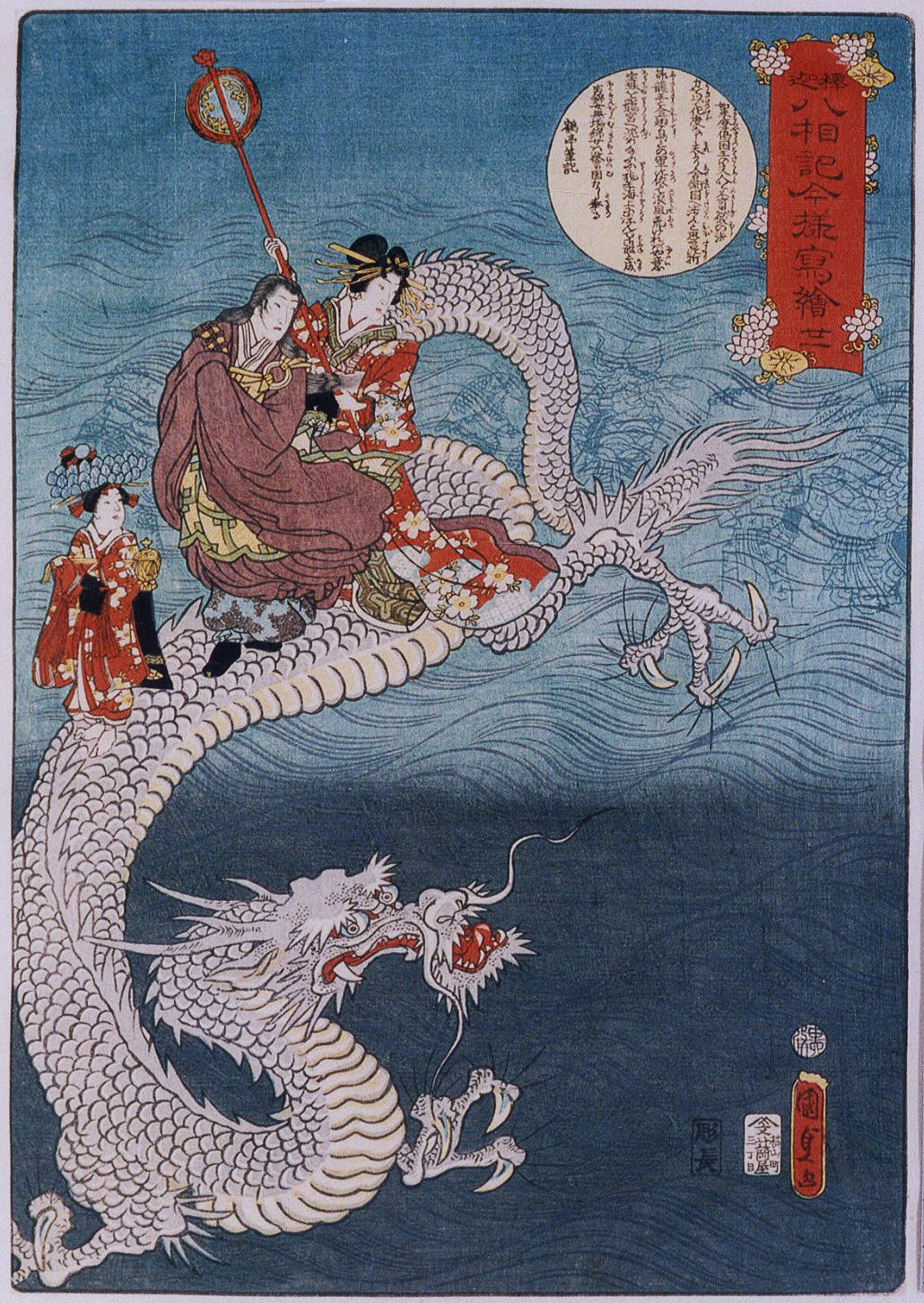
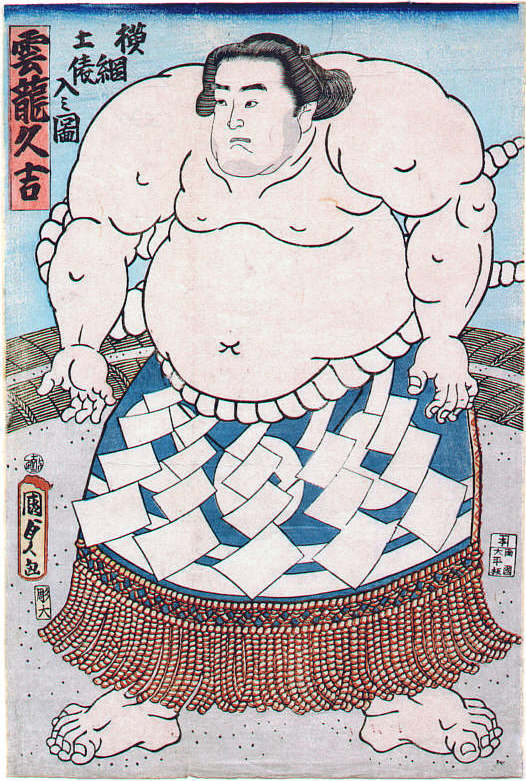

### Citované publikace
- MARKS, Andreas, 2012. Japanese Woodblock Prints: Artists, Publishers and Masterworks: 1680–1900. [s.l.]: Tuttle Publishing. ISBN 978-1-4629-0599-7.